# UBS
UBS Group AG és un banc d’inversions i una empresa de serveis financers multinacional amb seu a Suïssa. És un dels bancs privats més grans del món i té presència en tots els principals centres financers.

## Història
UBS es va fundar l’any 1854 com a banc especialitzat en el finançament del comerç internacional. Des de llavors, ha passat per una sèrie de fusions i adquisicions que l’han convertit en un dels bancs més grans i influents del món. L’any 2023, UBS va adquirir Credit Suisse, convertint-se així en l’únic banc global de Suïssa. Aquesta adquisició va augmentar significativament la mida i el pes de UBS en l’economia suïssa i global.
Té presència en diversos centres financers principals arreu del món. A Suïssa UBS té la seva seu principal a Zúric i Basilea. És un dels principals proveïdors de serveis de banca minorista i comercial a Suïssa. A Estats Units UBS hi té una presència significativa, amb la seva seu americana situada a Nova York (Banca d’Inversió), Weehawken (Nova Jersey) (Gestió de patrimonis privats) i Stamford, Connecticut (vendes i negociació).
UBS va ser un dels primers bancs a oferir serveis de banca per internet, i ha estat a l’avantguarda de l’ús de la tecnologia per millorar l’experiència del client. En els últims anys, ha fet importants inversions en tecnologia per millorar la seva eficiència operativa, com en l'anunci dels plans per invertir 200 milions de dòlars en empreses emergents de fintech i altres empreses de tecnologia a través de la cartera "UBS Next".
UBS ha tingut un paper important en la promoció de la sostenibilitat en el sector financer. Ha estat un líder en la inversió sostenible, amb una àmplia gamma de productes i serveis que ajuden els clients a alinear les seves inversions amb els seus valors ètics.

## Crisis i controvèrsies
UBS va ser una de les entitats més afectades per la crisi financera de 2008. La seva estratègia d’expansió de risc elevat als Estats Units, especialment en el sector de la banca d’inversió, va portar a rècords de beneficis el 2005 i 2006. No obstant això, quan va esclatar la crisi hipotecària, UBS es va convertir en el banc estranger més exposat al mercat de fons immobiliaris i derivats dels Estats Units. La caiguda de Lehman Brothers un mes abans va provocar la gairebé congelació del mercat de préstecs interbancaris. UBS, el gestor d’actius més gran del món, es va trobar sense liquiditat i amb una muntanya de valors il·líquids, havent de desfer-se de 40 mil milions de dòlars d’actius en la crisi subprime. El 16 d’octubre de 2008, el govern suís i el Banc Nacional Suís van esbossar el seu pla d’ajuda: 6 mil milions de francs suïssos (CHF) de l’estat per restaurar els fons propis del banc i 54 mil milions de dòlars del banc central per permetre a UBS transferir els valors no líquids a un fons d’estabilitat especial.
UBS ha estat objecte de diverses demandes i investigacions per part de reguladors financers de tot el món. A més, UBS també ha estat criticat per la seva gestió de l’adquisició de Credit Suisse. Algunes demandes al·leguen que UBS va subvalorar Credit Suisse en l’adquisició, perjudicant així els accionistes de Credit Suisse.